# Cerro Eneas
Der Cerro Eneas (spanisch; in Argentinien Cerro Pincen) ist ein Hügel im Norden des Grahamlands auf der Antarktischen Halbinsel. Auf der Südseite der Trinity-Halbinsel ragt er 8 km nordnordwestlich des Pitt Point auf.
Chilenische Wissenschaftler benannten ihn nach Eneas Aguirre Sersic, Teilnehmer an der 2. Chilenischen Antarktisexpedition (1947–1948). Der Hintergrund der argentinischen Benennung ist nicht überliefert.